# Rhonda Bell Martin
Rhonda Bell Martin (* 1907 oder 1908 als Rhonda Bell Thomley; † 11. Oktober 1957) war eine US-amerikanische Serienmörderin aus Birmingham (Alabama). Sie wurde auf dem elektrischen Stuhl hingerichtet.

## Leben
Aus Profitgier vergiftete die Kellnerin zwischen 1932 und 1956 ihre Mutter, zwei ihrer fünf Ehemänner und drei ihrer eigenen Kinder mit Arsen. Autopsieergebnisse überführten sie, sodass sie letztlich diese Morde gestand. Zwei weitere Kindstötungen bestritt sie vehement und beteuerte, diese Kinder seien eines natürlichen Todes gestorben. Das Gegenteil war ihr aufgrund der inzwischen verstrichenen Zeit nicht mehr nachzuweisen. 
Im Zuge der Ermittlungen blieb sie im Hinblick auf ihr Motiv vage, aber die ermittelnden Beamten fanden heraus, dass sie auf alle Opfer zuvor hohe Lebensversicherungen abgeschlossen hatte. Ihr letzter Ehemann überlebte den auf ihn verübten Giftanschlag nur knapp, blieb aber von der Hüfte abwärts dauerhaft gelähmt.
Rhonda Bell Martin war die dritte Frau, die in Alabama auf dem 1927 eingeführten elektrischen Stuhl hingerichtet wurde. Erst am 10. Mai 2002 wurde hier mit Lynda Lyon Block, einer Polizistenmörderin, wieder an einer Frau auf diese Weise ein Todesurteil vollstreckt.  
Der Fall Martin wurde von Ellery Queen in der Kurzgeschichte Mrs. Martin's Murder Spree beschrieben, die ursprünglich 1958 oder 1959 in der Zeitschrift The American Weekly veröffentlicht wurde. 1966 tauchte sie unter dem Titel The Mystery of Rhonda Bell Martin in dem Buch The Woman in the Case wieder auf.
Sie diente als Inspiration für den Film Katie Bird – Die Geburt eines Monsters.
| Personendaten    | Personendaten                   |
| ---------------- | ------------------------------- |
| NAME             | Martin, Rhonda Bell             |
| KURZBESCHREIBUNG | US-amerikanische Serienmörderin |
| GEBURTSDATUM     | 1907 oder 1908                  |
| STERBEDATUM      | 11. Oktober 1957                |